# Ursula Knab
Ursula Knab (Heidelberg, 22 novembre 1929 – Karlsruhe, 23 maggio 1989) è stata una velocista tedesca.

## Palmarès

### Olimpiadi
- Argento a Helsinki 1952 nella staffetta 4×100 metri.